# Matyas Szabo

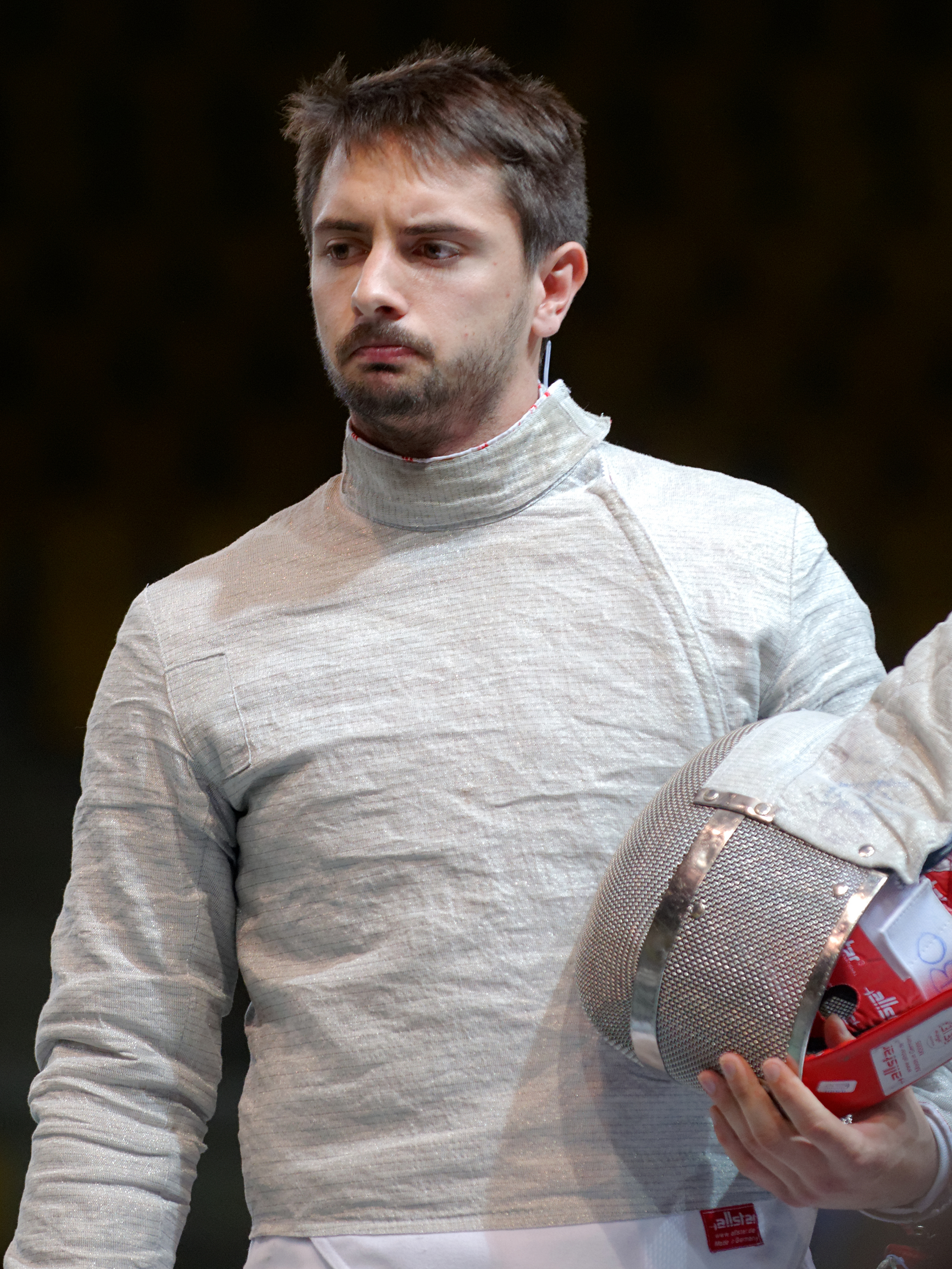
Szabo bei den Fechteuropameisterschaften 2014

Matyas Szabo (ung. Szabó Mátyás; * 19. August 1991 in Brașov, Rumänien) ist ein deutscher Säbelfechter. Er ist Weltmeister und fünffacher deutscher Meister.

## Leben
Szabo ist Sportsoldat (Dienstgrad Hauptgefreiter) in der Sportfördergruppe der Bundeswehr in Köln.
Er ist der Sohn von Vilmoș Szabo und Reka Lazăr-Szabo.

## Erfolge
2008 gewann Matyas Szabo bei den Deutschen Meisterschaften mit der Mannschaft und erreichte Silber bei den Kadetteneuropameisterschaften in Rovigo im Einzel.
2010 gewann er bei den Juniorenweltmeisterschaften in Baku mit der Mannschaft,
2011 gewann er bei den Juniorenweltmeisterschaften am Toten Meer sowohl im Einzel als auch mit der Mannschaft.
2012 gewann er erneut bei den Deutschen Meisterschaften mit der Mannschaft und errang bei den Europameisterschaften in Legnano Bronze mit der Mannschaft.
2013 gewann er das Worldcupturnier in Chicago im Einzel sowie zum dritten Mal bei den Deutschen Meisterschaften mit der Mannschaft.
2014 gewann er bei den Deutschen Fechtmeisterschaften im Einzel und mit der Mannschaft.
Bei den Europameisterschaften 2014 in Straßburg holte er zusammen mit Max Hartung, Benedikt Wagner und Richard Hübers Bronze. In Kasan wurde die Mannschaft mit Nicolas Limbach statt Richard Hübers Weltmeister. 2019 wurde er mit der Mannschaft in Düsseldorf Europameister.

## Podcast „Demaskiert“
Mit seinem Teamkollegen Max Hartung betreibt Szabo einen deutschsprachigen Fechtpodcast. Der Podcast sollte die Athleten ursprünglich auf ihrem Weg zu den Olympischen Sommerspielen 2020 in Tokio begleiten. Nachdem die Olympischen Sommerspiele 2020 aufgrund der COVID-19-Pandemie verschoben werden mussten, führen Hartung und Szabo den Podcast mit mehr als 60 Episoden bis zu den Olympischen Sommerspielen 2021 weiter. In der Zeit des ersten Lockdowns ab März 2020 hat das Gespann außerdem Trainingsvideos für Kinder aufgenommen und bei Youtube veröffentlicht, die keinen Zugang zu ihren Sporthallen hatten. Der Podcast ist Teil des Projektes Beyondcrisis der Initiative Deutschland – Land der Ideen.